# Elizabeth Gurley Flynn
Elizabeth Gurley Flynn (Concord (Nuevo Hampshire), 7 de agosto de 1890-Moscú, 5 de septiembre de 1964) fue una política y sindicalista de los Estados Unidos.
Elizabeth Flynn era hija de militantes izquierdistas de origen irlandés. Pasó sus primeros años en los empobrecidos núcleos textiles de Nuevo Hampshire. En 1900 la familia se trasladó al Bronx. Su actividad política fue muy precoz, pues desde muy temprana edad asistió y luego participó en los debates políticos. En 1906 fue detenida cuando daba un discurso en la vía pública, y ese mismo año dejó los estudios para dedicarse totalmente a la actividad sindical y política.
Participó en la expansión del sindicato Industrial Workers of the World, participando en campañas en diversas partes de los EE. UU. Así entre 1908 y 1910 estuvo presente en las campañas para conseguir la libertad de reunión y expresión en el oeste del país, siendo detenida en Missoula y Spokane. Participó en las huelgas textiles de Lawrence, Massachusetts (1912) y Paterson (1913), y en la de los mineros de la cordillera Mesabi (Minnesota) en 1916.
Durante la Primera Guerra Mundial adoptó una postura contraria a la intervención, pero a diferencia de otros líderes sindicales, que se opusieron a la movilización militar y fueron procesados por ello, Flynn optó por respetar las decisiones individuales de cada persona, por lo que evitó la cárcel.
Entre 1918 y 1922, Flynn fue el enlace entre el Industrial Workers of the World y la Worker’s Liberty Defense Union. En este periodo entró en contacto con grupos anarquistas, pues la Worker’s Liberty Defense Union se encargaba de la defensa jurídica de trabajadores detenidos, así como de inmigrantes anarquistas a los que se privaba de la ciudadanía y se intentaba expulsar. Dentro de estas actividades, proporcionó asistencia jurídica a Nicola Sacco y Bartolomeo Vanzetti, hasta la ejecución de estos en 1927.
De 1927 a 1930 presidió la International Labor Defense. En 1920 fue miembro fundador de la American Civil Liberties Union, de cuyo comité nacional formó parte hasta 1940, cuando fue obligada a dimitir por su militancia comunista.
Flynn no se incorporó al Partido Comunista en el momento de su fundación, en 1919. Esta decisión, que contrasta con su larga militancia en la izquierda radical y sus buenas relaciones con los propios fundadores del partido, pudo deberse a su afinidad con el movimiento anarquista. En 1937 finalmente se adhirió al Partido Comunista de los Estados Unidos, del que fue una gran propagandista. Procesada en 1952 en aplicación de la Ley Smith, fue condenada a tres años de prisión, que cumplió de enero de 1955 a mayo de 1957 en la prisión de Alderson. En 1961 fue elegida presidenta del Partido Comunista y continuó su lucha contra la Ley Smith y la Ley de Seguridad Interna.
Aunque no consiguió la revocación de estas leyes, sí que tuvo éxito en eliminar algunas de sus disposiciones. En particular, consiguió que el Tribunal Supremo acabara en junio de 1964 con la prohibición que existía para que los militantes comunistas pudieran tener pasaporte y viajar fuera del país. Usando este derecho, viajó a Moscú, donde falleció.